# Теломера

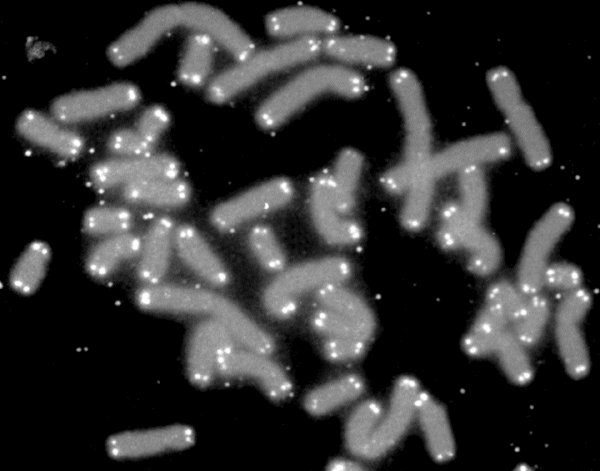
Теломерні кепи (білі) на кінцях хромосом людини

Теломера (від грец. télos — «кінець» и méros — «частина») — ділянка ДНК, що складається із великого числа повторів та розташована на кінці лінійної хромосоми. Основна роль теломер — захист ДНК. Якби не специфічна структура теломер, кінці хромосоми розпізнавалися би клітиною як дволанцюговий розрив ДНК, що вмикало би такі механізми ДНК репарації, як негомологічне з'єднання кінців (NHEJ, англ. Non-homologous end joining), що призводило би до цілих хромосомних перебудов або до апоптозу при неможливості репарації. 
Щоразу, коли лінійні хромосоми подвоюються протягом пізньої S-фази, ДНК-полімераза нездатна до реплікації кінця хромосоми. Щоразу, коли клітина з лінійними хромосомами ділиться, вона втрачає маленький шматок ДНК (50-100 пар основ) на кінці своїх хромосом. Тоді як у деяких клітинах (стовбурових, генеративних) цей шматок теломер відновлюється за допомогою теломерази (у деяких організмів також іншого механізму, ALT). Якби не теломери, це швидко приводило б до втрати важливої генетичної інформації, яка потрібна для нормального функціювання клітини. У більшості клітин теломераза неактивна і хромосома укорочується. Перші дослідники цього процесу, Джеймс Ватсон і Олексій Оловніков, назвали його «проблемою реплікації кінців» (англ. end replication problem). Скорочення теломер є причиною межі Гейфліка поділу соматичних клітин, важливою для подолання раку і, як вважається, грає роль у процесі старіння. Крім того, при розривах хромосом (наприклад, під дією іонізувального випромінювання) окремі фрагменти ДНК можуть знов возз'єднатися, але ніколи не з'єднуються по теломерах. Таким чином, теломери допомагають правильному приєднанню ділянок хромосом у процесі репарації ДНК.

## Структура теломер

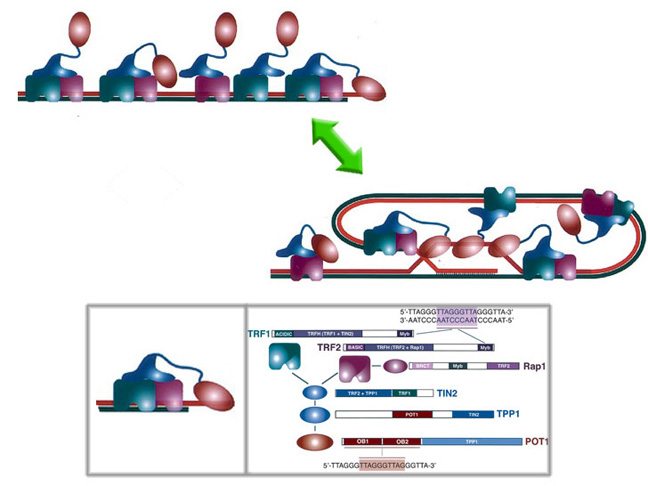
Утворення теломери: T-петля з D-петлею на кінці

У більшості хребетних тварин кінцева ділянка хромосоми складає теломери — послідовності з 6 нуклеотидів: TTAGGG, що повторюються багато тисяч разів. Так у новонародженої людини довжина теломер може досягати 10 тисяч пар основ.
Група білків формує навколо теломери шелтерин комплекс (англ. shelterin). У людини shelterin комплекс складається з шести різних білків: TERF1, TERF2, TERF2IP, TINF2, TPP1 та POT1.

## Участь теломер у хворобах
З 90-х років ХХ сторіччя було з'ясовано, що при деяких пухлинах збільшена активність теломерази, теломери не вкорочуються і клітини не досягають межі Гейфліка, в них не відбувається апоптоз і пухлина розвивається.